# Hatunmarka
Jatun Malca o Hatunmarca (en ortografía quechua contemporánea: Hatun Marka; del quechua hatun ‘grande’, marka ‘ciudad, poblado) es un sitio arqueológico en Perú. Se encuentra ubicada en el distrito de Marco, provincia de Jauja, departamento de Junín. El sitio fue declarado Patrimonio Cultural de la Nación por Resolución Directoral Nacional n.º 1346 en noviembre de 2000.